# 星野物産
星野物産株式会社（ほしのぶっさん）は、群馬県みどり市に本社を置く食品メーカー。

## 概要
業務用小麦粉（めん用、中華用、パン用、菓子用 他）並びに家庭用小麦粉（むしパンミックス、手打ちうどん粉、上州地粉他）、乾麺（上州手振りうどん、信州田舎そば小諸七兵衛他）の製造販売等の商品を幅広く展開している。

## 沿革

星野新吉翁之像（みどり市役所大間々庁舎）

- 1902年　群馬県山田郡大間々町（現 群馬県みどり市大間々町）に於いて、米麦・肥料・薪炭商、福岡屋星野商店を創業。
- 1925年　精米工場、肥料の配合工場を建設。
- 1928年　合名会社福岡星野商店とする。代表社員に星野新吉が就任。
- 1937年　株式組織に改め星野物産株式会社を創立。取締役社長に星野新吉が就任。
- 1941年　取扱商品の統制に伴い、食料加工(製粉、精麦、製麺)に転換する。
- 1948年　製粉工場を設立し、営業主体を製粉におく体制となる。取締役会長に星野新吉、取締役社長に星野精助がそれぞれ就任。
- 1954年　チェーン移行式乾燥装置を採用。乾麺工場稼働。
- 1964年　即席麺工場稼働。
- 1972年　新即席麺工場を建設。
- 1974年　新乾麺工場完成稼動。
- 1977年　上州手振りうどんを発売。
- 1979年　立体自動倉庫を建設。
- 1982年　新乾麺工場竣工。
- 1987年　私募債発行(5億円)。新社屋落成。創業85周年株式会社創立50周年式典を行う。
- 1989年　資本金7,000万円増資し、2億9,500万円となる。
- 1990年　群麺センター新工場完成。
- 1991年　代表取締役会長に星野精助、代表取締役社長に星野陽司がそれぞれ就任。
- 1992年　TQC導入、QCサークル活動開始。
- 1996年　長野県小諸市インター小諸工業団地内にそば工場の建設用地を取得。信州ほしの設立。そば工場建設着工。
- 1997年　信州ほしの竣工稼動。
- 1998年　信州ほしのISO9002取得。
- 1999年　製粉・乾めん・即席めん工場 ISO9001(JQA及びRVA)取得。
- 2000年　国内産小麦100％の強力粉「黄金鶴」、薄力粉「白金鶴」発売。
- 2003年　即席麺工場を閉鎖し、製造を製粉、製麺（乾麺、半生麺）の2部門に集約。
- 2007年　全工場ISO22000：2005認証取得。乾めん2品モンドセレクション最高金賞受賞。製粉工場に微粉砕設備導入。
- 2008年　乾めん4品モンドセレクション最高金賞受賞。TPM導入。
- 2009年　乾めん1品モンドセレクション金賞受賞。
- 2011年　直販店　久路保山荘オープン。
- 2013年　京のおばんざいと久路保山荘の麺のお食事処　葛葉茶寮オープン。
- 2016年　AIBフードセーフティを導入。
- 2019年　新乾麺工場「星野のめん工房」稼働。『日経POSセレクション"平成売上No.1"』の干しうどんカテゴリーで「上州手振りうどん300g」が売上No.1として選出。

## 営業所・関連会社一覧

### 営業所
- 本社兼工場（群馬県みどり市）
- 東京営業所（東京都千代田区神田）

### 関連会社
- 信州ほしの
- 群馬県共同精米
- 神田五月堂
- 上電通運
- 前橋運輸
- 群馬倉庫
- ジョーデンフィード輸送
- トーチク
- 関東日石
- 群馬興業
- 星友事業（協）

## 主力商品
- （乾麺）上州手振りうどん
- （乾麺）信州手振りそば
- （乾麺）信州田舎そば小諸七兵衛
- （国産小麦粉　パン用）黄金鶴、鶴のゆめ
- （国産小麦粉　菓子用）白金鶴、さとのそら
- （国産小麦粉　めん用）あかぎ鶴、上州地粉
- （国産小麦粉　中華めん用）黄金鶴
- （一般小麦粉　パン用）スーパーホテル、トワリッシュ、銀嶺、赤丸星
- （一般小麦粉　菓子用）ホワイトローズ
- （一般小麦粉　めん用）手打ちのれん
- （一般小麦粉　中華めん用）シルバーエンゼル、金竜星
- （専用粉）天ぷら粉
- （専用粉）どら焼き用
- （専用粉）ピザ用